# Göran Claeson
Rolf Göran Claeson (ur. 4 marca 1945 w Älvsjö) – szwedzki łyżwiarz szybki, brązowy medalista olimpijski i czterokrotny medalista mistrzostw świata.

## Kariera
Pierwsze medale w karierze Göran Claeson wywalczył w 1969 roku, kiedy zdobył srebrny medal podczas wielobojowych mistrzostw świata w Deventer, a na mistrzostwach Europy w Inzell był trzeci. W 1970 roku ponownie był trzeci na mistrzostwach Europy w Innsbrucku, a na rozgrywanych rok później mistrzostwach świata w Göteborgu był drugi za Ardem Schenkiem z Holandii. W 1972 roku brał udział w igrzyskach olimpijskich w Sapporo, gdzie wywalczył brązowy medal na dystansie 1500 m. W zawodach tych wyprzedzili go jedynie Ard Schenk oraz Norweg Roar Grønvold. Na tych samych igrzyskach był szósty w biegu na 10 000 m oraz czwarty na dwukrotnie krótszym dystansie, gdzie walkę o medal przegrał z Norwegiem Stenem Stensenem. Rok później wygrał zarówno na mistrzostwach Europy w Grenoble, jak i na mistrzostwach świata w Deventer. Ostatnie medale wywalczył w 1974 roku, kiedy był najlepszy mistrzostwach Europy w Eskilstunie oraz trzeci na mistrzostwach świata w Inzell. Uległ tam tylko Stensenowi i Holendrowi Harmowi Kuipersowi.
W 1973 roku został uhonorowany Nagrodą Oscara Mathisena. Łącznie wywalczył 25 tytułów mistrza Szwecji, na dystansach i w wieloboju.
Ustanowił jeden rekord świata.

### Mistrzostwa świata
- Mistrzostwa świata w wieloboju
  - złoto – 1973
  - srebro – 1969, 1971